# Carlo Andrea Pelagallo
Carlo Andrea Pelagallo (Roma, 30 marzo 1747 – Osimo, 6 settembre 1822) è stato un cardinale e vescovo cattolico italiano.

## Biografia
Nacque a Roma il 30 marzo 1747.
Papa Pio VII lo elevò al rango di cardinale nel concistoro dell'8 marzo 1816.
Morì il 6 settembre 1822 all'età di 75 anni.

## Genealogia episcopale
La genealogia episcopale è:
- Cardinale Scipione Rebiba
- Cardinale Giulio Antonio Santori
- Cardinale Girolamo Bernerio, O.P.
- Arcivescovo Galeazzo Sanvitale
- Cardinale Ludovico Ludovisi
- Cardinale Luigi Caetani
- Cardinale Ulderico Carpegna
- Cardinale Paluzzo Paluzzi Altieri degli Albertoni
- Papa Benedetto XIII
- Papa Benedetto XIV
- Papa Clemente XIII
- Cardinale Giovanni Francesco Albani
- Cardinale Carlo Rezzonico
- Cardinale Antonio Dugnani
- Cardinale Carlo Andrea Pelagallo